# Vol Air New Zealand 901
Le 28 novembre 1979, un McDonnell Douglas DC-10 assurant le vol Air New Zealand 901 s'écrase sur le versant du mont Erebus, en Antarctique, en ne laissant aucun survivant parmi les 237 passagers et les 20 membres d'équipage présent à bord. L'appareil de la compagnie Air New Zealand avait décollé d'Auckland (Nouvelle-Zélande) pour un vol touristique aller-retour sans escale en direction de l'Antarctique. 
Cette catastrophe aérienne a pour origine l'utilisation d'un plan de vol erroné par l'équipage, combinée à une situation météorologique de blanc dehors.
Il s'agit du pire accident aérien de l'histoire de l'aviation néozélandaise, ainsi que la catastrophe la plus meurtrière survenue sur le continent antarctique (en) depuis le naufrage du San Telmo en 1819.

## Avion et équipage
L'appareil assurant le vol 901 était un McDonnell Douglas DC-10-30 immatriculé ZK-NZP. C'était le 182e DC-10 construit par McDonnell Douglas, ainsi que le quatrième DC-10 acquis par Air New Zealand, le 12 décembre 1974. Il cumulait plus de 20 700 heures de vol au moment de l'accident. Il faisait partie des huit DC-10 qu'Air New Zealand utilisait pour effectuer les vols au dessus de l'Antarctique.
Le commandant de bord Thomas James « Jim » Collins (45 ans) était un pilote expérimenté, qui cumulait 11 151 heures de vol, dont 2 872 heures sur DC-10, au moment de l'accident. Le copilote Gregory Mark « Greg » Cassin (37 ans) totalisait 7 934 heures de vol à son actif, dont 1 361 heures sur DC-10. Le mécanicien navigant Gordon Barrett Brooks (43 ans) comptait 10 886 heures de vol, dont 3 000 sur DC-10. 
À bord se trouvaient également un copilote de relève, Graham Neville Lucas (39 ans), et un mécanicien navigant de relève, Nicholas John "Nick" Moloney (44 ans), qui totalisait 6 468 heures de vol, dont 1 700 sur DC-10.

## Vol et disparition

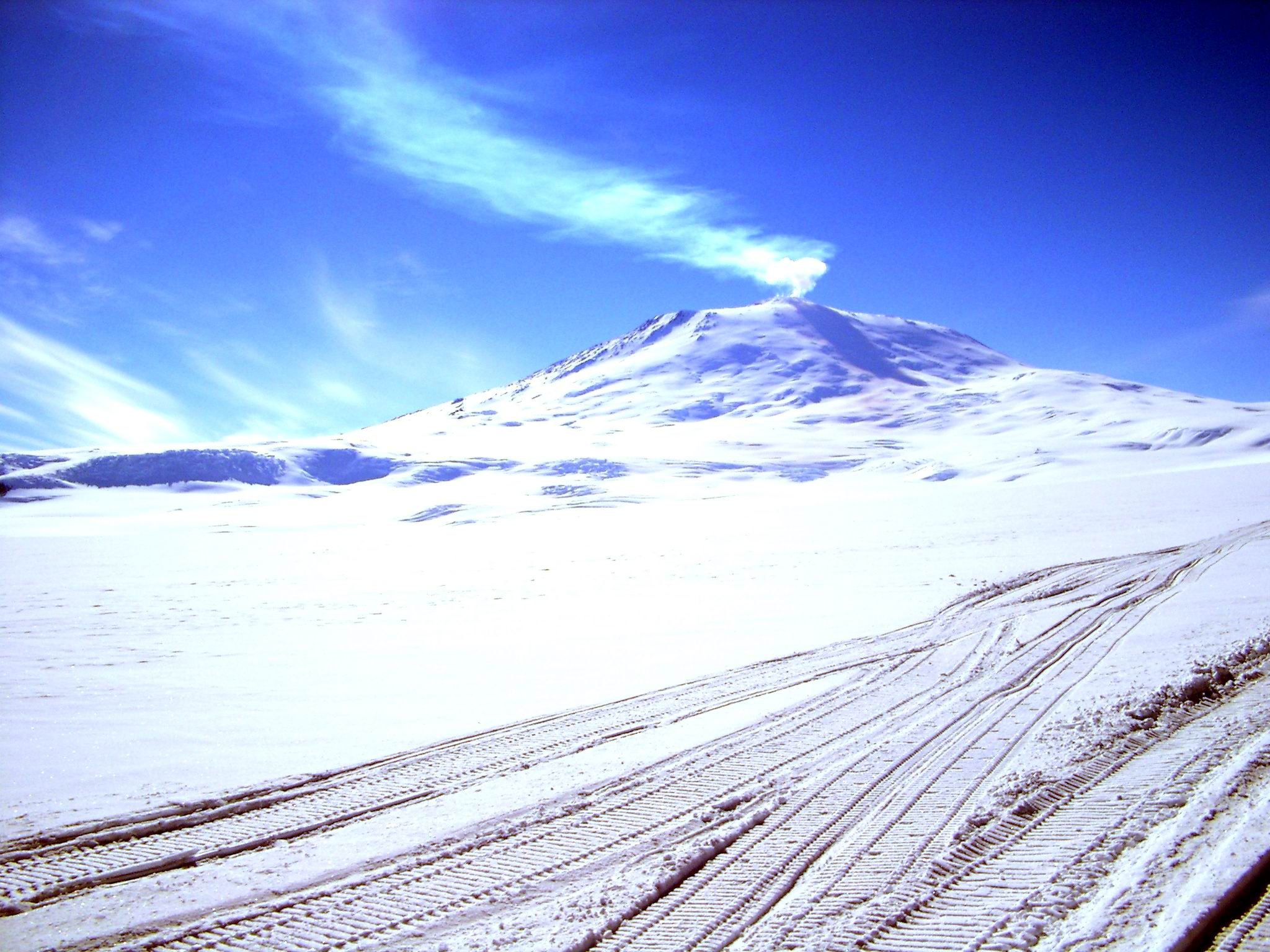
Vue du mont Erebus et de son panache volcanique par beau temps.

Le vol 901 était parti d'Auckland en direction de l'Antarctique, afin d'effectuer — en fonction des conditions météorologiques rencontrées sur place — un vol touristique, soit au-dessus du pôle Sud magnétique et du glacier Ninnis, soit de l'île de Ross, pour finalement revenir se poser en Nouvelle-Zélande au bout d'une douzaine d'heures. 
À bord, un buffet était mis à la disposition des passagers, qui pouvaient se déplacer librement dans la cabine, afin de rechercher les meilleurs points de vue, rendre visite au personnel dans le poste de pilotage, et bénéficier de commentaires de plusieurs spécialistes de l'Antarctique présents à bord, dont Peter Mulgrew.
Le vol 901 se déroula sans encombre au-dessus de l'océan Pacifique Sud, puis de l'océan Austral : à une altitude de croisière de 35 000 pieds (environ 10 700 mètres), les passagers purent observer les premiers icebergs à l'approche de l'Antarctique. 
Ayant établi le contact avec la station de navigation aérienne de McMurdo, la seule dans ce secteur, qui l'informa des conditions météorologiques — quelques nuages dont la base se situait à une altitude de 2 000 pieds (environ 610 mètres) et une visibilité de quarante milles — le commandant de bord décida de mettre le cap vers l'île de Ross pour y observer le mont Erebus. Arrivés au-dessus de la mer de Ross, l'avion reçut l'autorisation de descendre à une altitude de 18 000 pieds (environ 5 500 mètres). 
Poursuivant sa descente, le commandant demanda un guidage radar à la station McMurdo afin de traverser la couche nuageuse mais l'avion n'apparaissait toujours pas sur les écrans de la station de navigation. Le dernier contact avec l'appareil fut établi lorsque celui-ci se trouvait à une altitude de 6 000 pieds (environ 1 830 mètres), toujours au-dessus des nuages. 

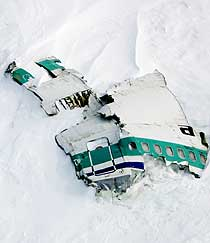
Restes de la carlingue du vol 901 d'Air New Zealand sur les flancs du mont Erebus en Antarctique, 25 ans après l'écrasement.

N'obtenant aucune réponse malgré de nombreux appels, des équipes de recherche survolèrent l'île de Ross et retrouvèrent les restes de l'appareil onze heures après le dernier contact établi à 12 h 56, éparpillés à une altitude de seulement 1 500 pieds (environ 460 mètres), sur le flanc du mont Erebus au nord de la station de McMurdo. Elles ne virent aucun survivant parmi les 257 occupants de l'appareil.

## Victimes
Les nationalités des passagers et des membres de l'équipage du vol 901 comprennent : 
| Nationalité      | Passagers | Équipage | Total |
| ---------------- | --------- | -------- | ----- |
| Nouvelle-Zélande | 180       | 20       | 200   |
| Japon            | 24        | 0        | 24    |
| États-Unis       | 22        | 0        | 22    |
| Royaume-Uni      | 6         | 0        | 6     |
| Canada           | 2         | 0        | 2     |
| Australie        | 1         | 0        | 1     |
| France           | 1         | 0        | 1     |
| Suisse           | 1         | 0        | 1     |
| Total            | 237       | 20       | 257   |

## Enquête et conclusions

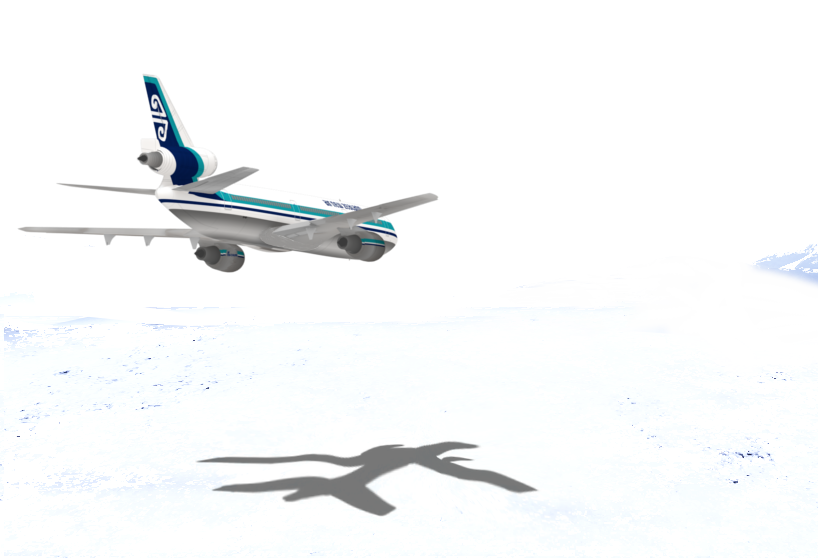
Reconstitution du DC-10 quelques instants avant son écrasement sur le mont Erebus.

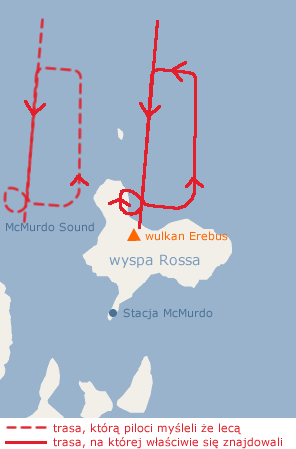
Plan de vol prévu (pointillés rouges) et réellement suivi (ligne rouge) par le vol TE901 en direction du mont Erebus (triangle orange).

L'enregistreur de données de vol et l'enregistreur sonore de la cabine de pilotage, ainsi que les bandes vidéo et les pellicules photographiques des passagers furent d'une grande aide aux enquêteurs dépêchés sur place. La trainée de débris laissé par l'impact révéla que le DC-10 a percuté la montagne à grande vitesse, quasiment à l'horizontale, a explosé et prit feu immédiatement après le choc initial. 
La reconstitution des dernières minutes du vol mit en évidence que l'avion avait effectué deux virages à 360°, à droite puis à gauche, tout en perdant de l'altitude et ceci afin de chercher la meilleure route possible en évitant les zones les plus nuageuses. 
Ayant terminé ses virages et pensant se trouver à trente milles au nord de McMurdo, selon le plan de vol préétabli, l'équipage du vol 901 poursuivit alors la descente. 
L'avertisseur de proximité du sol (GPWS) retentissant seulement trois minutes plus tard, l'équipage tenta de redresser l'appareil qui percuta la montagne peu après à 260 nœuds (environ 480 kilomètres par heure).
L'explication fournie par les enquêteurs est la conjonction d'une erreur dans le plan de vol et d'une illusion d'optique. En effet, au moment de l'accident, des observateurs au sol indiquèrent que la visibilité autour de l'île de Ross était mauvaise, que la base des nuages se trouvait à une altitude d'environ 3 500 pieds (environ 1 070 mètres) et que des nuages couvraient le mont Erebus, une situation de blanc dehors. 
Cette nébulosité conjuguée à la lumière polaire aurait pu provoquer une illusion d'optique donnant l'impression aux passagers de l'avion qu'ils survolaient un terrain plat alors qu'ils se dirigeaient droit vers la montagne. L'équipe de pilotage pensait quant à elle passer à l'ouest du mont Erebus mais selon un plan de vol erroné établi plus d'un an auparavant. 

Reconstitution possible de ce que pouvaient apercevoir les membres du DC-10 depuis la cabine de pilotage à l'approche de l'île de Ross : en raison d'un blanc dehors créant une illusion d'optique, le mont Erebus se confond avec le ciel.

Les coordonnées de la station McMurdo avaient alors été mal enregistrées, mais les vols précédents s'étaient passés sans encombre : les équipages volaient à vue dans de bonnes conditions de visibilité, contrairement au vol 901. Ironie du sort, les coordonnées avaient été changées la veille du vol mais seule la station McMurdo en avait été informée, et pas l'équipage du vol 901. 
La responsabilité de l'accident fut néanmoins, dans un premier temps, imputée à l'équipage, qui était descendu en dessous de l'altitude réglementaire (6 000 pieds, soit 1 830 mètres) à ce moment du vol, ainsi qu'aux mauvaises conditions météorologiques.